# AOR
AOR (skrót od ang. terminu adult-oriented rock) – muzyka skierowana do słuchacza (zwykle dorosłego) ignorującego modne trendy.
AOR jest także zamiennie stosowanym skrótem innych terminów – album-oriented rock i album-oriented radio.
We wczesnej fazie rozwoju muzyki rockowej podstawowym medium dystrybucji muzyki był tzw. „singel” (z ang. single), na którym zamieszczano jedną lub dwie piosenki, po jednej na każdej stronie. Po wydaniu kilku singli jednej grupy, wytwórnie płytowe grupowały te, które zdobyły popularność, na „longplejach” (z ang. long play lub  LP), często dodając inne piosenki, tzw. „wypełniacze” (ang. fillers). Single, i w większości przypadków wyłącznie one, odgrywane były przez rozgłośnie radiowe. Począwszy od końca lat sześćdziesiątych można zaobserwować wśród wielu grup odejście od wydawania singli i skupienie się na produkcji całych albumów. Często związane było to ze wzrastającą popularnością albumów koncepcyjnych, lecz także albumy nie posiadające tej cechy nagrywane były w całości. Ich twórcom przyświecał zwykle cel zachowania spójności stylistycznej albumu oraz symetrycznego rozłożenia akcentów, np. umieszczenie utworu instrumentalnego, groteski, utworu akustycznego itd. Niekiedy wydanie albumu poprzedzone było wydaniem jednego czy dwóch promocyjnych singli, ale zawsze wtedy album był ukończony lub na ukończeniu. Wiele grup w ogóle rezygnowało z wydawania singli.
Wszystkie odnoszą się bardziej do formatu stacji radiowych niż do konkretnego stylu muzyki rockowej. W połowie lat 60., wraz z rozwojem stacji radiowych FM nadających w paśmie fal ultrakrótkich, pojawił się nowy słuchacz – wychowany na muzyce undergroundowej i wielkich festiwalach na otwartej przestrzeni, odbiorca odrzucający propozycję radia wypełnionego nagraniami z list przebojów. Format AOR wykształcił się z radia studenckiego działającego w kampusach. W 1966 r. stacje WOR-FM w Nowym Jorku i KMPX-FM w San Francisco zaczęły prezentować progresywną muzykę rockową z albumów zamiast z proponowanych przez wydawnictwa płytowe singli. Prezenterzy wybierali dowolne utwory z elektrycznym bluesem, art rockiem, jazz-rockiem lub hard rockiem. Nie byli ograniczani długością utworów, stąd można było usłyszeć w całości dziewiętnastominutowy utwór Revelation z płyty Da Capo kalifornijskiej grupy Love.
Do formatu AOR zaliczyć można tak różne zespoły jak Styx, Kansas, 38 Special, The Allman Brothers Band, REO Speedwagon, King Crimson oraz takich solistów jak Bruce Springsteen czy John Mellencamp.
Rozgłośnie FM odebrały wielu słuchaczy najpopularniejszym stacjom na falach średnich i długich (AM). W styczniu 1974 tygodnik Billboard pisał o dominacji stacji FM na rynku radiowym. Zmalało zainteresowanie singlami, wzrosła sprzedaż albumów. Z czasem muzyka AOR w radiu poddana została typowemu programowaniu. Prezenterzy wybierali konkretne utwory z albumów i nadawali je rotacyjnie, powstał więc swoisty rynek przebojów AOR. Ulubionymi zespołami AOR w radiu były Journey, Styx, Kansas, Foreigner. Muzykę tych grup charakteryzowała melodyjność, złagodzone rockowe brzmienie, perfekcja instrumentalna i harmonia wokalna. Tygodnik Billboard wprowadził listę kompilowaną tych utworów pod nazwą Album Rock Tracks. W latach 80. AOR znalazł się nawet w programie MTV, później jego popularność osłabła pod naporem rocka alternatywnego. Istnieją wydawnictwa płytowe, stacje radiowe, pisma muzyczne i sklepy specjalizujące się w muzyce nawiązującej do kanonu rocka. Archiwiści odkrywają niedocenionych wykonawców lub nagrania na miarę standardów. Znawcy i krytycy twierdzą, że AOR będzie atrakcyjny tak długo, jak długo istnieć będzie zapotrzebowanie na klasyczne utwory rocka: Child in Time grupy Deep Purple, Stairway to Heaven zespołu Led Zeppelin i Voodoo Child (Slight Return) Jimiego Hendrixa.